# Dlouhý most (Štětín)
Dlouhý most je jeden ze tří silničních mostů přes Odru v polském Štětíně. Spojuje východní část města (městská část Śródmieście) s zapadnou (městská část Prawobrzeże). Most pod tímto názvem je uváděn již v roce 1283.

## Historie
Dlouhý most byl prvním mostem ve Štětíně. V roce 1283 byl postaven dřevěný most s propustkem pro lodě. V roce 1900 byl zastaralý most zbořen a 8. května 1903 byl uveden do provozu moderní most nazývaný Hanzovní most (německy: Hansabrücke). Na rozdíl od předchozí konstrukce to byl zvedací most. Hanzovní most byl vyhozen 20. dubna 1945 ustupující armádou Wehrmachtu. V srpnu 1947 byla na sloupy zničeného mostu položena dřevěná lávka. V roce 1959 byl most přestavěn podle návrhu Henryka Żółtawskieho. Byl zvedací až do roku 2000, kdy byl během rekonstrukce trvale svařován.

## Galerie

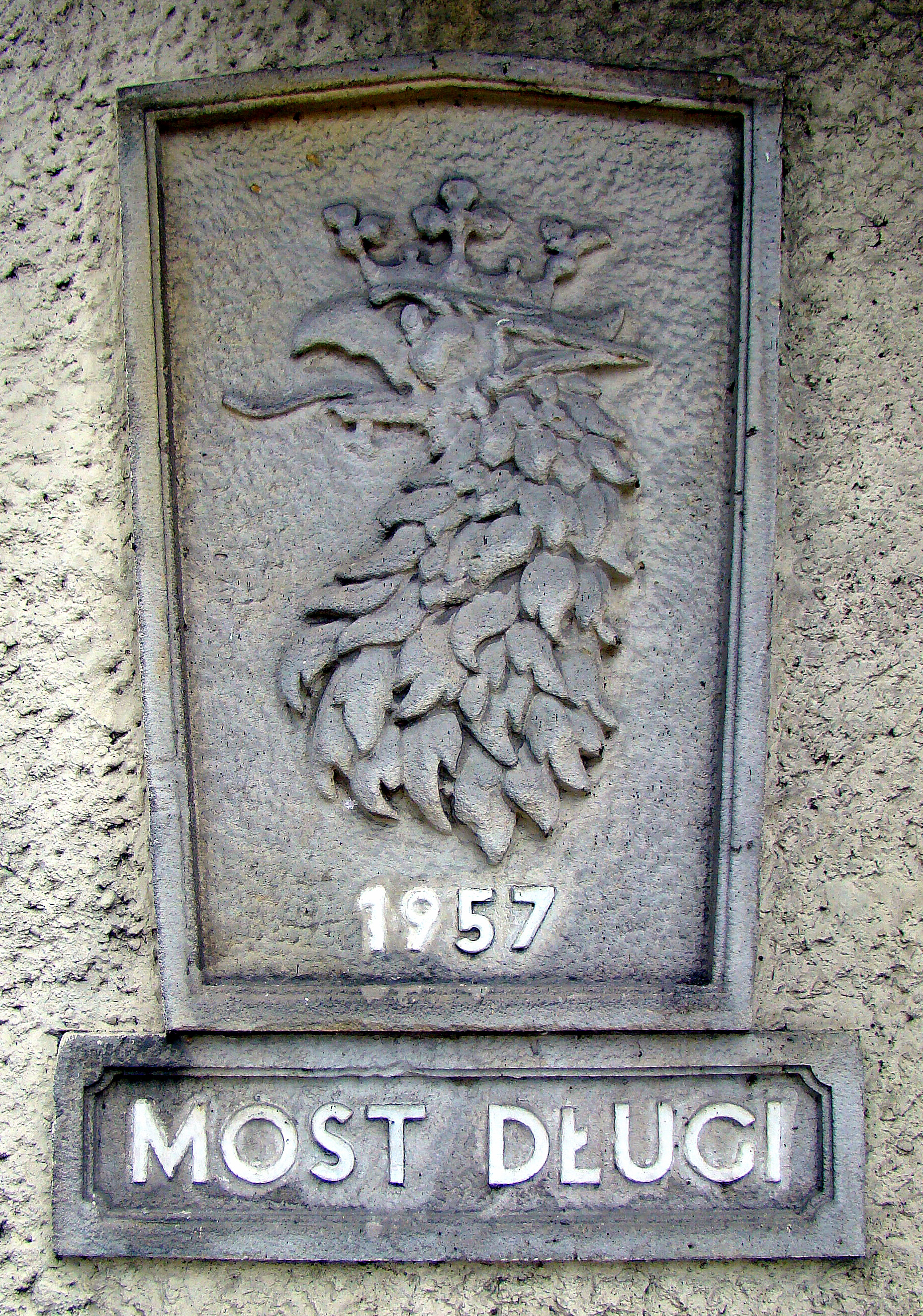
Znak Štětína na Dlouhém mostě
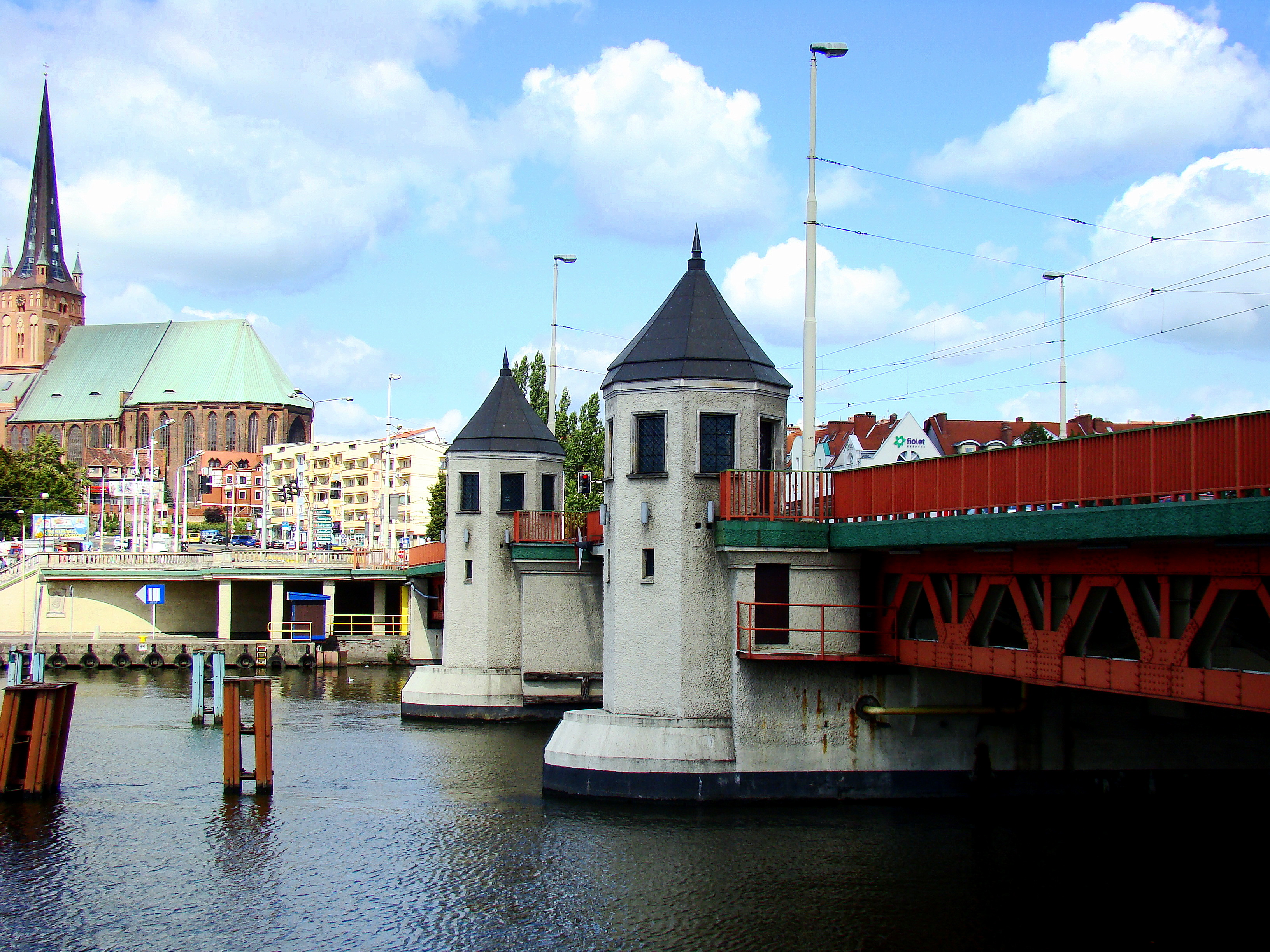
Věže dlouhého mostu
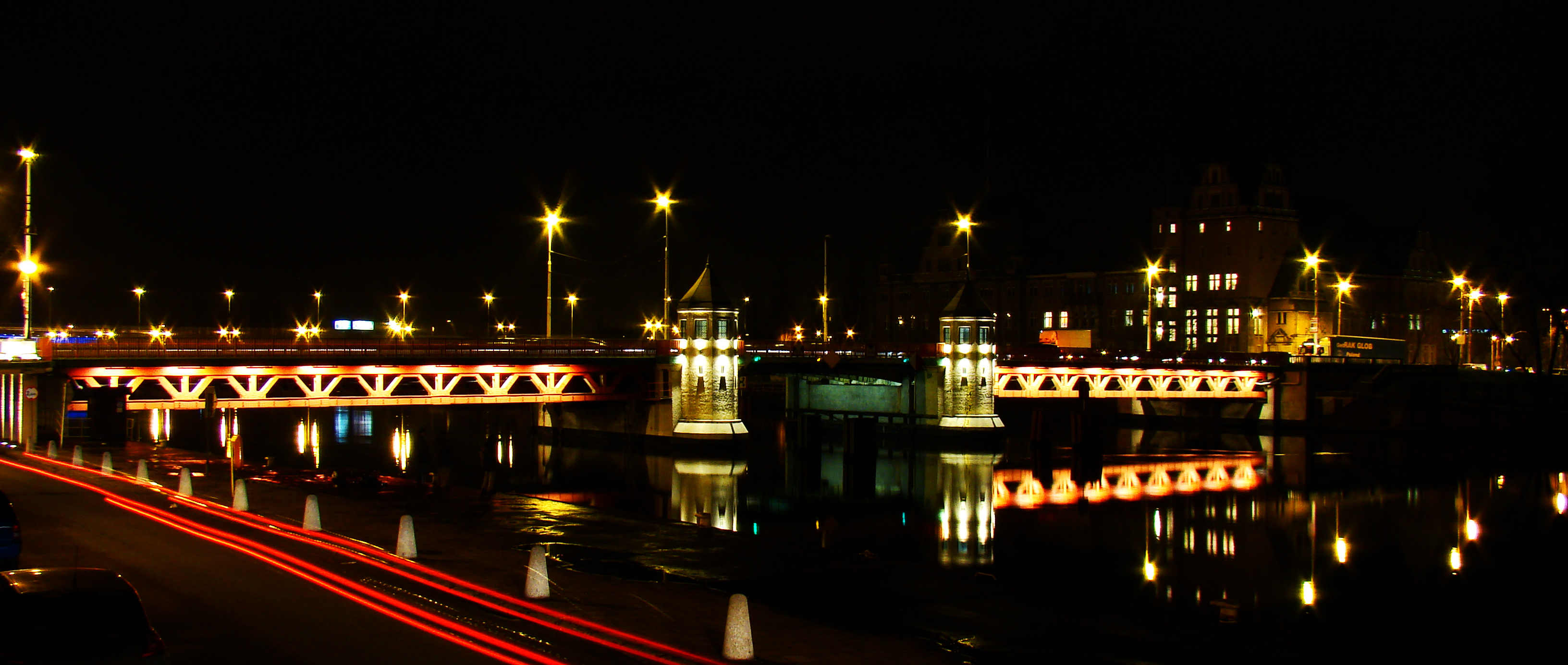
Osvětlení Dlouhého mostu
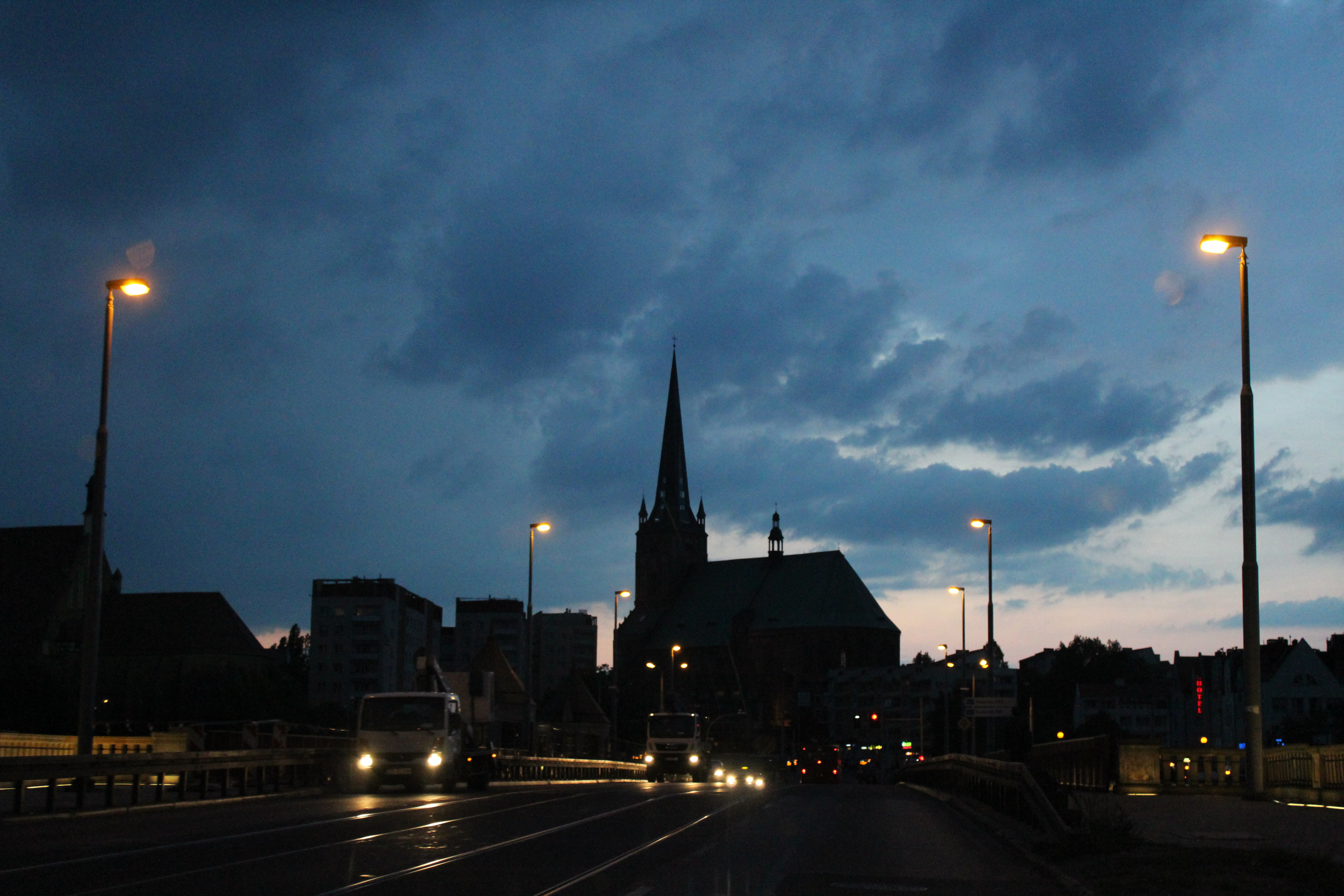
Dlouhý most v noci